# Гопп, Яков Константинович
Яков Константинович Гопп (род. 4 ноября 1961, Одесса) — украинский актёр и телеведущий, диджей.

## Биография
Яков Константинович Гопп родился 4 ноября 1961 года в Одессе.
В юности принимал участие в молодёжном юмористическом клубе «Клуб весёлых встреч». Играл в трио «Удачная компания», снимался в клипах комик-труппы «Маски». Затем был приглашён в известную юмористическую программу «Джентльмен-шоу», где он вначале играл эпизодические роли, но затем одну из главных — жителя одесской коммунальной квартиры Яши — мужа Симы (которую играла актриса Одесского русского театра Ирина Токарчук). Также снялся в нескольких выпусках Маски-шоу, в прошлом диджей, участник Юморин. В сериале «Милицейская академия» играет роль курсанта. Участник сериала «Семейка» (студия «1 плюс 1» украинского телевидения).
Телеведущий, в 2014—2015 вёл программу на телеканале «Новая Одесса».

## Фильмография
- 1992 — Лавка «Рубинчик и…»
- 1991—1997 — Маски-шоу (ТВ)
- 1995—2005 — Джентльмен-шоу (ТВ)
- 2006 — Иван Подушкин. Джентльмен сыска-1
- 2006 — Иностранцы (ТВ) — водитель молоковоза
- 2007 — Ликвидация — эпизод
- 2007 — Прапорщик, или «Ё-моё» — эпизод
- 2008 — Улыбка Бога, или Чисто одесская история — продавец Жора
- 2011 — Жизнь и приключения Мишки Япончика — Гриня, брат Акулы
- 2011 — Кастинг для злодея — отдыхающий
- 2012 — Одесса-мама (сериал) — проводник
- 2013 — Цель вижу — хозяин тира